# ناحیه زهران
ناحیه زهران (به عربی: زهران) یک منطقهٔ مسکونی در اردن است که در اَمّان واقع شده‌است. ناحیه زهران ۱۳٫۸ کیلومتر مربع مساحت و ۱۰۷٬۵۲۹ نفر جمعیت دارد و ۸۰۰−۱٬۰۰۰ متر بالاتر از سطح دریا واقع شده‌است.